# Dennis Schröder
Dennis Mike Schröder  (tyskt uttal: [ˈʃʀøːdɐ];), född 15 september 1993, är en tysk professionell basketspelare som spelar för Sacramento Kings i National Basketball Association (NBA). Schröder har tidigare spelat för SG Braunschweig och Phantoms Braunschweig. Han betraktas allmänt som en av de bästa tyska basketspelarna. 2023 tog han VM-guld med det tyska landslaget.

## Karriär

### Boston Celtics (2021–)
Den 13 augusti 2021 värvades Schroder av Boston Celtics, där han skrev på ett ettårskontrakt värt 5,9 miljoner dollar. Schroder valde 71 som tröjnummer då hans vanliga nummer 17 var pensionerat av Celtics som hyllning till John Havlicek.